# Francisco Goñi

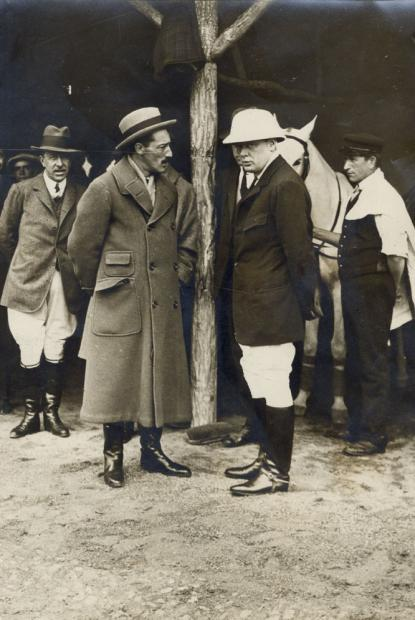
Vévoda z Alby a Winston Churchill v Madridu, 1914

Francisco Goñi y Soler (1873, Madrid – 6. prosince 1936, Guadalajara) byl španělský fotograf.

## Životopis
Narodil se v Madridu v roce 1873. Jeho fotografie se objevily mimo jiné v periodikách jako Blanco y Negro, ABC, El Gráfico, Actualidades, Nuevo Mundo, Mundo Gráfico nebo La Esfera.
Byl jedním z fotožurnalistů, kteří - spolu s Diegem Quirogou a Losadou, markýzem ze Santa María del Villar a Josém L. Demaríou Lópezem «Campúa» - doprovázeli krále Alfonse XIII. na jeho cestách. Pořizoval také portréty a snímky náboženských, politických a koridních událostí a nakonec byl poslán jako korespondent do války o Melillu.
Od roku 1918 bydlel ve městě Guadalajara, dne 6. prosince 1936 zavražděn byl během španělské občanské války v městském vězení v důsledku své monarchistické ideologie.

## Fotografický fond
Od roku 2016 město Guadalajara ve spolupráci s univerzitou v Alcalá naskenovalo velkou část umělcovy fotografické sbírky a vytvořilo Fotografický archiv Francisca de Goñi. 

## Galerie

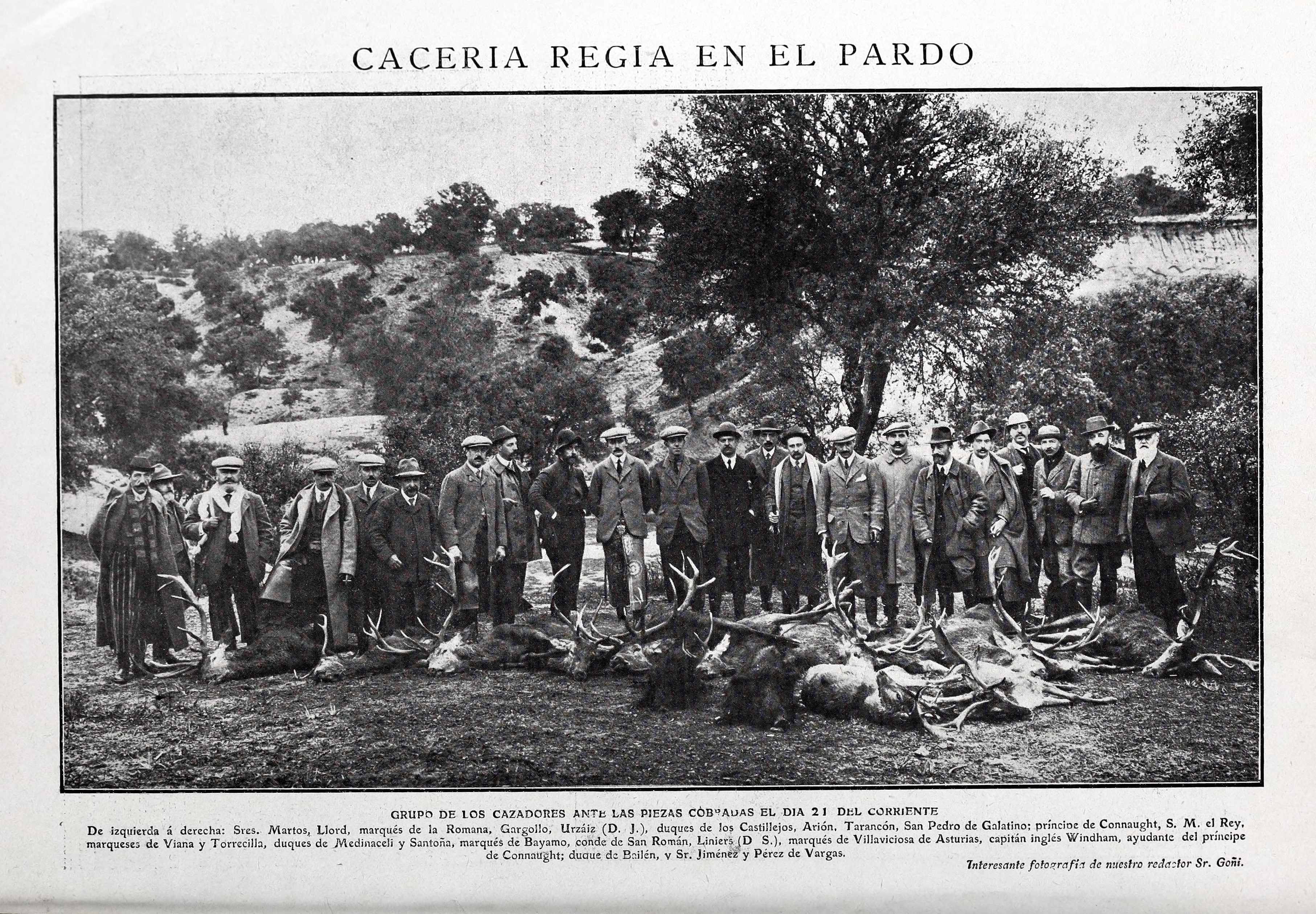
Cacería regia en El Pardo
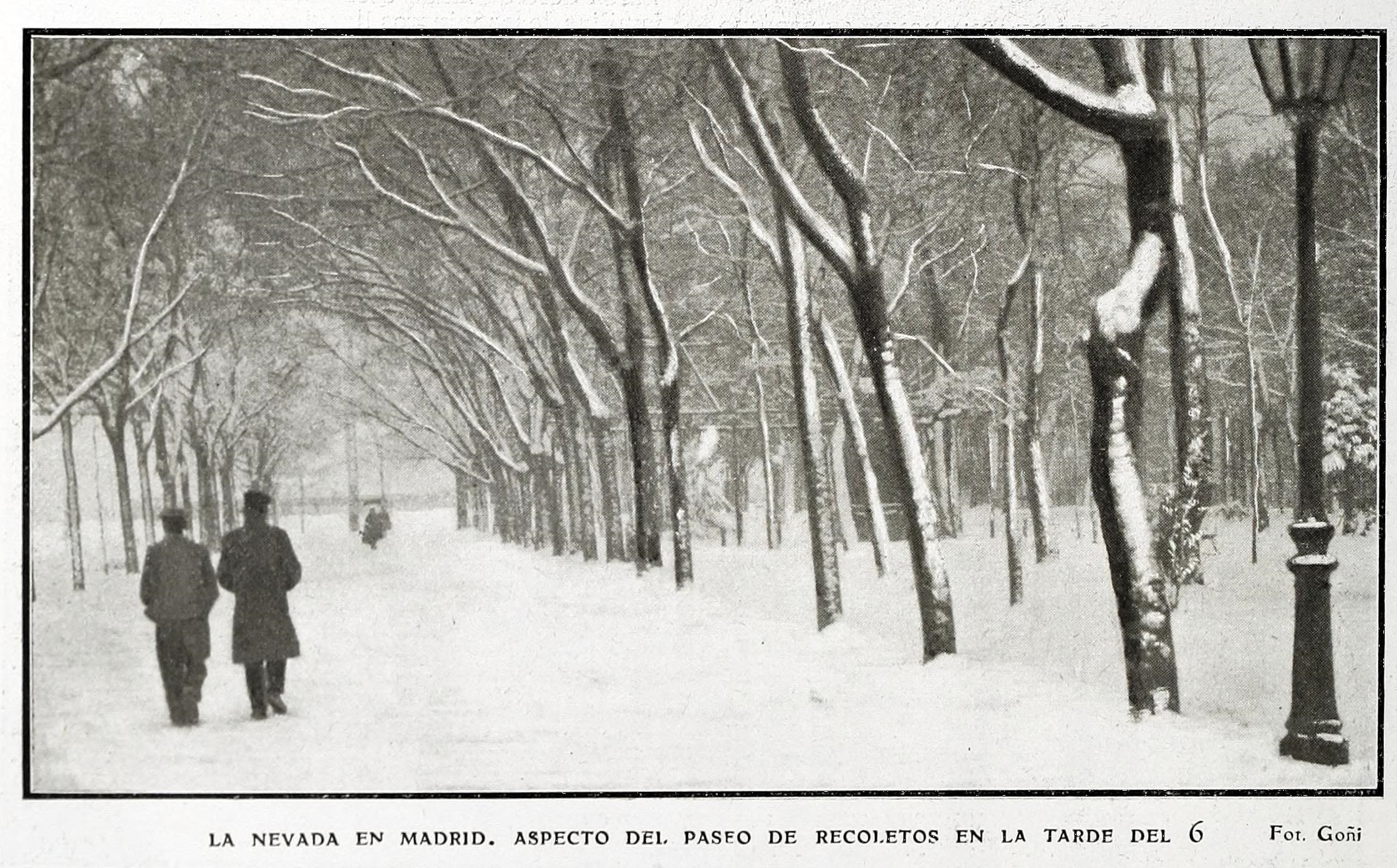
La nevada en Madrid. Aspecto del Paseo de Recoletos en la tarde del 6
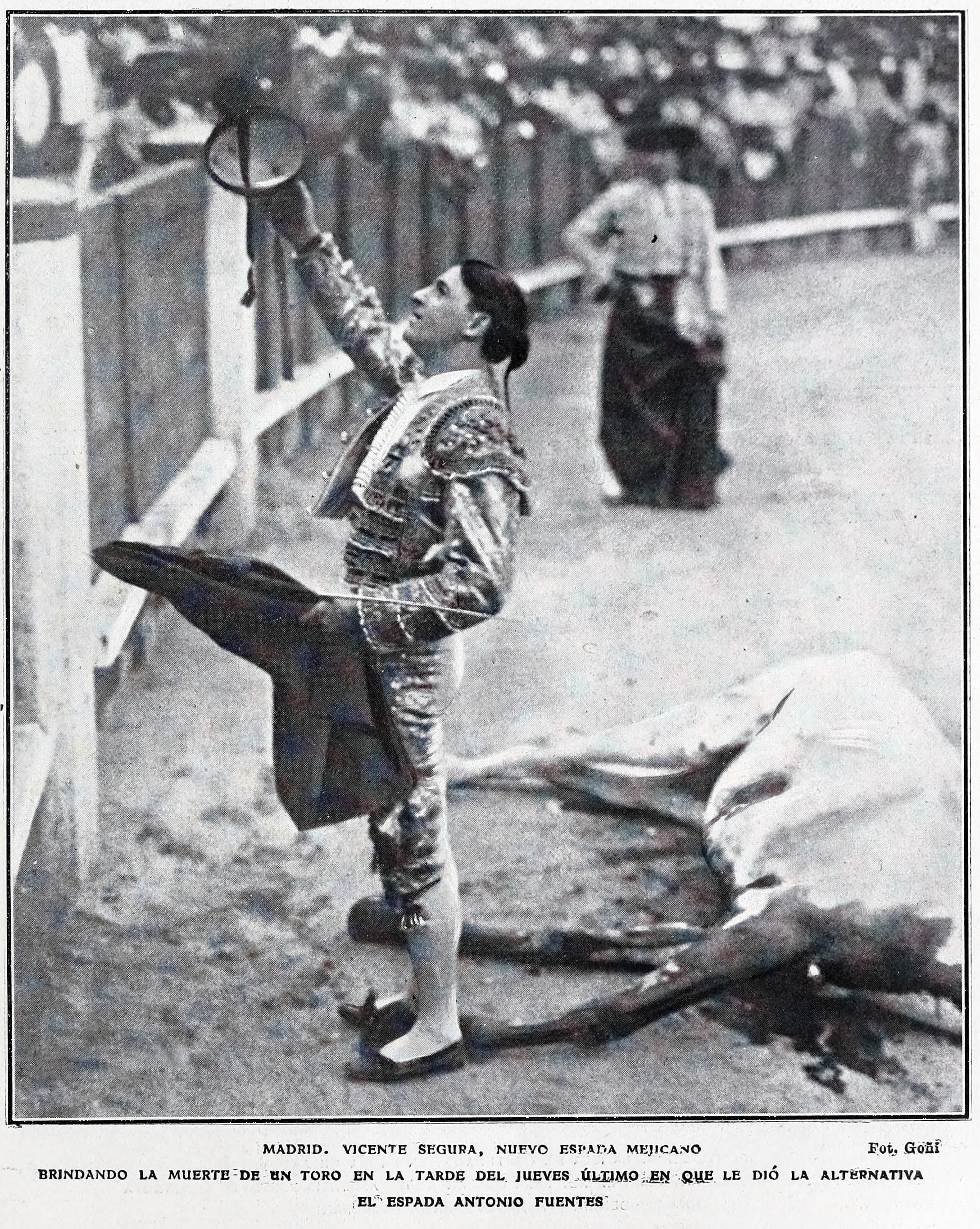
Madrid. Vicente Segura, nuevo espada mejicano
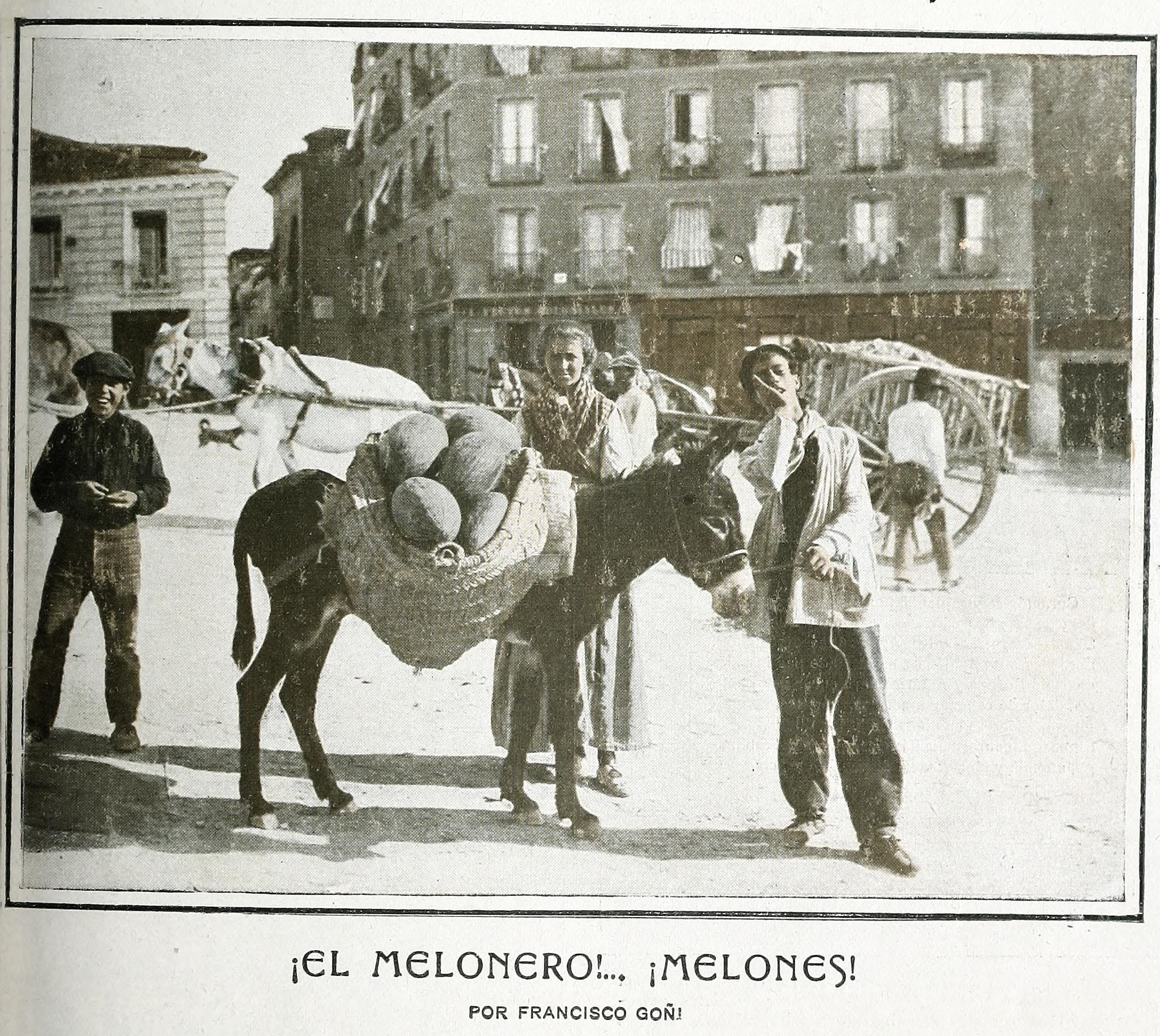
¡El melonero!... ¡Melones!